# Centaurea palaestinica
Centaurea palaestinica là một loài thực vật có hoa trong họ Cúc. Loài này được Czerep. mô tả khoa học đầu tiên năm 1960.